# Нгуен, Надежда
Надежда Нгуен (род. 1 июля 2000, София) — болгарская тяжелоатлетка, выступающая в категории до 45 кг. Чемпионка Европы 2021 года.

## Биография
Надежда Нгуен родилась 1 июля 2000 года. Её бабушка родом из России, в честь которой её и назвали Надеждой.

## Карьера
В 2014 году на молодёжном чемпионате Европы, являющийся отборочным на юношеские Олимпийские игры в Нанкине, заняла шестое место в весовой категории до 44 кг. Она подняла 56 кг в рывке и 67 кг в толчке.
На взрослом чемпионате Европы 2016 года выступила в категории до 48 кг, где значительно улучшила результаты двухлетней давности — 70 кг в рывке и 87 кг в толчке. Сумма в 157 кг позволила ей стать девятой. На молодёжном чемпионате Европы стала серебряным призёром с итоговым результатом 151 кг. С таким же результатом стал пятой на юниорском чемпионате Европы.
В 2017 году заняла десятое место на молодёжном чемпионате мира, подняв 151 кг в весовой категории до 48 кг. На юниорском чемпионате Европы подняла вес на 7 кг меньше, и стала 143 кг.
В 2019 году Надежда приняла участие на чемпионате Европы в Батуми в новой весовой категории до 49 кг. Она показала лучший результат в карьере, подняв в двух упражнениях 68 и 91 кг. Суммарный результат 159 килограммов позволил ей стать пятой.
На чемпионате Европы 2021 года в Москве Нгуен стала чемпионкой Европы в весовой категории до 45 кг. В рывке она подняла 72 килограмма, в толчке — 83.
В феврале 2024 года на чемпионате Европы в Софии Надежда завоевала малую бронзовую медаль в упражнении рывок (69 кг), а по итогам двух упражнений стала пятой.  